# Sundborns församling
Sundborns församling är en församling i Falu-Nedansiljans kontrakt i Västerås stift. Församlingen ligger i Falu kommun i Dalarnas län och ingår i Svärdsjö, Enviken och Sundborns pastorat. 

## Administrativ historik
Sundborns församling bildades 1620 genom en utbrytning ur Svärdsjö församling. Därefter utgjorde församlingen fram till 1636 ett pastorat tillsammans med Svärdsjö församling. Från 1636 till 2018 har församlingen varit ett eget pastorat. Från 2018 ingår församlingen i Svärdsjö, Enviken och Sundborns pastorat.

## Kyrkor
- Sundborns kyrka